# مجاهدین در چچن
مجاهدین در چچن ( روسی : моджахеды в Чечне , Muzhakhady v Chechnye ; عربی : المجاهدون العرب في الشيشان ) داوطلبان مجاهد اسلامگراي خارجي بودند كه در چچن و ساير نقاط قفقاز شمالي مي جنگيدند .
این سازمان توسط فتحی الاردنی  در سال 1995 در جریان جنگ اول چچن ایجاد شد ، جایی که این سازمان علیه فدراسیون روسیه به نفع استقلال چچن به عنوان جمهوری چچن ایچکریا جنگید . در طول جنگ دوم چچن، این سازمان نقش مهمی در ادامه نبردها ایفا کرد

## نام
این واحد در طول حیات خود با نام‌های مختلفی شناخته شده است. از جمله می‌توان به مجاهدین چچن ، هنگ اسلامی ، گردان اسلامی ، اعراب در چچن و انصار در چچن اشاره کرد .
اگرچه اکثریت قریب به اتفاق این واحد همیشه از داوطلبان عرب تشکیل شده است ، اما اعضای غیرعرب، معمولاً کردها ، ترک‌ها و دیگر قفقازی‌های شمالی نیز در آن حضور داشتند. این واحد را نباید با هنگ ویژه اسلامی (SPIR)، تیپ 055 القاعده یا تیپ حافظ صلح بین‌المللی اسلامی (IIPB) اشتباه گرفت.

## تاریخچه
مجاهدین خارجی نقش مهمی در جنگ‌های اول و دوم چچن ایفا کرده‌اند . پس از فروپاشی اتحاد جماهیر شوروی و متعاقب آن اعلام استقلال چچن، جنگجویان خارجی شروع به ورود به منطقه کردند و خود را با شورشیان چچنی، به ویژه باسایف که ابن خطاب با او دوستی برقرار کرد، مرتبط ساختند. بسیاری از آنها کهنه سربازان جنگ شوروی و افغانستان بودند و قبل از حمله روسیه ، از تخصص خود برای آموزش جنگجویان چچنی استفاده می‌کردند.

## جنگ اول چچن و دوره بین دو جنگ جهانی
در طول جنگ اول چچن، آنها به خاطر تاکتیک‌های چریکی خود که تلفات شدیدی به نیروهای روسی وارد می‌کرد، بدنام و مورد ترس بودند . مجاهدین همچنین کمک مالی قابل توجهی به آرمان چچن کردند؛ با دسترسی آنها به ثروت عظیم خیریه‌های سلفی مانند الحرمین ، آنها به زودی به منبع مالی ارزشمندی برای مقاومت چچن تبدیل شدند، که از خود منابع بسیار کمی داشت یا اصلاً منبعی نداشت.
پس از خروج نیروهای روسی از چچن، اکثر مجاهدین تصمیم گرفتند در کشور بمانند، از جمله خطاب که با زنی داغستانی ازدواج کرده بود . در سال ۱۹۹۹، جنگجویان خارجی نقش مهمی در جنگ داغستان ایفا کردند . شامیل باسایف و خطاب تیپ حافظ صلح بین‌المللی اسلامی را که متشکل از جنگجویان چچنی بود، ایجاد کرده بودند. این تهاجم در حمایت از شورشیان جدایی‌طلب جماعت اسلامی داغستان آغاز شد . پس از نبرد، آنها به چچن عقب‌نشینی کردند. این تهاجم بهانه‌ای برای دولت جدید روسیه جهت مداخله فراهم کرد و در دسامبر ۱۹۹۹ نیروهای زمینی روسیه دوباره به چچن حمله کردند.

## جنگ دوم چچن
در جریان جنگ دوم چچن که متعاقباً رخ داد ، مجاهدین عرب نقش مهم دیگری نیز ایفا کردند، هم از نظر اعزام جنگجو و هم از نظر کمک‌های مالی. در این زمان بود که روس‌ها موفق شدند برجسته‌ترین فرماندهان مجاهدین، ابن خطاب و ابو الولید، را از بین ببرند .

## فرماندهان
- ابن خطاب (۱۹۹۹–۲۰۰۲)
- ابو الولید (۲۰۰۲–۲۰۰۴)
- ابوحفص الاردنی (2004–2006)
- مهند (۲۰۰۶–۲۰۱۱)
- عبدالله کرد (۲۰۱۱)

## ساختار
گردان خارجی عمدتاً از اعراب تشکیل شده بود، با این حال، جنگجویان قفقازی و کرد نیز به تعداد نسبتاً کمی در آن حضور داشتند . همه امیران (رهبران) شناخته شده فوت کرده‌اند. اولین امیر آن ابن الخطاب (سعودی) بود که در مارس 2002 کشته شد و ابوالولید (سعودی) جانشین او شد که در آوریل 2004 کشته شد. جانشین او ابوحفص الاردنی ( اردنی) بود که در نوامبر 2006 کشته شد. جانشین او مهند (سعودی) بود که در 21 آوریل 2011 در درگیری با نیروهای امنیتی در روستای چچنی سرژن-یورت کشته شد.  چند هفته بعد، جانشین او عبدالله کرد (کرد) نیز کشته شد.  این گردان به چندین واحد مجاهدین به فرماندهی امیران مربوطه تقسیم شد که تا سال 2012 منحل شدند.